# Giro di Puglia 1973
Il Giro di Puglia 1973, seconda edizione della corsa, si svolse dal 10 al 13 aprile 1973 su un percorso totale di 868 km, ripartiti su 4 tappe. La vittoria fu appannaggio dell'italiano Felice Gimondi, che completò il percorso in 22h12'16", precedendo i connazionali Franco Bitossi e Michele Dancelli.

## Tappe
| Tappa  | Data      | Percorso                     | km  | Vincitore di tappa | Leader cl. generale |
| ------ | --------- | ---------------------------- | --- | ------------------ | ------------------- |
| 1ª     | 10 aprile | Taranto > Lecce              | 206 | Felice Gimondi     | Felice Gimondi      |
| 2ª     | 11 aprile | Lecce > Trani                | 230 | Patrick Sercu      | Felice Gimondi      |
| 3ª     | 12 aprile | Barletta > Monte Sant'Angelo | 195 | Roberto Poggiali   | Felice Gimondi      |
| 4ª     | 13 aprile | Foggia > Martina Franca      | 237 | Pietro Campagnari  | Felice Gimondi      |
| Totale | Totale    | Totale                       | 868 |                    |                     |

## Dettagli delle tappe

### 1ª tappa
- 10 aprile: Taranto > Lecce – 206 km

Risultati
| Pos. | Corridore      | Squadra | Tempo    |
| ---- | -------------- | ------- | -------- |
| 1    | Felice Gimondi | Bianchi | 5h11'51" |

| Pos. | Corridore      | Squadra | Tempo |
| ---- | -------------- | ------- | ----- |
| 1    | Felice Gimondi | Bianchi | ?     |

### 2ª tappa
- 11 aprile: Lecce > Trani – 230 km

Risultati
| Pos. | Corridore          | Squadra    | Tempo    |
| ---- | ------------------ | ---------- | -------- |
| 1    | Patrick Sercu      | Brooklyn   | 5h47'38" |
| 2    | Roger De Vlaeminck | Brooklyn   | s.t.     |
| 3    | Franco Bitossi     | Sammontana | s.t.     |

| Pos. | Corridore      | Squadra | Tempo     |
| ---- | -------------- | ------- | --------- |
| 1    | Felice Gimondi | Bianchi | 10h59'19" |

### 3ª tappa
- 12 aprile: Barletta > Monte Sant'Angelo – 195 km

Risultati
| Pos. | Corridore          | Squadra     | Tempo    |
| ---- | ------------------ | ----------- | -------- |
| 1    | Roberto Poggiali   | Sammontana  | 5h20'52" |
| 2    | Enrico Maggioni    | Dreherforte | a 3"     |
| 3    | Pietro Di Caterina | Sammontana  | a 4"     |

| Pos. | Corridore      | Squadra | Tempo |
| ---- | -------------- | ------- | ----- |
| 1    | Felice Gimondi | Bianchi | ?     |

### 4ª tappa
- 13 aprile: Foggia > Martina Franca – 237 km

Risultati
| Pos. | Corridore         | Squadra    | Tempo    |
| ---- | ----------------- | ---------- | -------- |
| 1    | Pietro Campagnari | Magniflex  | 5h44'55" |
| 2    | Marcello Osler    | Sammontana | a 1'56"  |
| 3    | Franco Bitossi    | Sammontana | a 2'25"  |

## Classifiche finali

### Classifica generale
| Pos. | Corridore           | Squadra            | Tempo     |
| ---- | ------------------- | ------------------ | --------- |
| 1    | Felice Gimondi      | Bianchi-Campagnolo | 22h12'16" |
| 2    | Franco Bitossi      | Sammontana         | a 12"     |
| 3    | Michele Dancelli    | Scic               | a 13"     |
| 4    | Ole Ritter          | Bianchi-Campagnolo | a 20"     |
| 5    | Francesco Moser     | Filotex            | a 37"     |
| 6    | Mario Anni          | G.B.C.-Sony        | a 1'08"   |
| 7    | Marino Basso        | Bianchi-Campagnolo | a 2'16"   |
| 8    | Sigfrido Fontanelli | Sammontana         | a 2'29"   |
| 9    | Giuliano Dominoni   | Dreherforte        | a 2'35"   |
| 10   | Attilio Benfatto    | Scic               | a 2'42"   |